# Game Boy Gallery
Game Boy Gallery est une compilation de cinq jeux issus des Game and Watch sans extra ou sauvegarde d'aucune sorte. Le jeu est sorti sur Game Boy en 1995 en Europe et en Australie uniquement et a été développé par Nintendo R&D1 et TOSE. Il est le précurseur de la série Game and Watch Gallery.

## Jeux
Game Boy Gallery inclut les cinq jeux suivants :
- Ball : Mario jongle avec trois balles, et n'a qu'une seule chance.
- Vermin : Exterminez les taupes le plus rapidement possible avec 3 chances.
- Flagman : Tape le même nombre que l'ordinateur.
- Manhole : Empêche les piétons de tomber dans les égouts.
- Cement Factory : Amène des blocs de ciment jusqu'au camion en manœuvrant des leviers.